# Олександр (Новицький)
Новицький Олександр, Олександер Новицький, Олександр Новіцький (нар. 4 липня 1906 — †12 лютого 1970, Чикаго) — капелан, єпископ Української Православної Церкви в США.

## Життєпис
За походженням — з Волині.
Завершив навчання на теологічному факультеті Варшавського університету. Одружився в 1933 році із Ольгою Яковкевич, сестрою майбутнього архиєпикопа Бориса (Яковкевича). Рукоположений на священника 4 вересня 1934 року в Польській автокефальній православній церкві єпископом Кременецьким Симоном (Івановським).
У 1934—1940 роках почав служити священиком (пресвітером) на Волині. Далі — служив членом консисторії Православної Церкви в Генеральному губернаторстві, потім — капеланом Вільного Козацтва і капеланом 14-ї гренадерської дивізії Ваффен СС «Галичина».
Від 1950 р. почав служити священиком у Канаді, а з 1960 року — у США.
Після смерті дружини, був пострижений у чернецтво, зведений у сан архимандрита та хіротонізований на єпископа Чиказького та Західноамериканського 21 листопада 1965 p. з осідком у м. Чикаго (США).